# Arctowski Dome
Der Arctowski Dome (polnisch Kopuła Arctowskiego) ist der größte Eisdom auf King George Island in den Südlichen Shetlandinseln. Er erstreckt sich von der Fildes-Halbinsel bis zur Sherratt Bay.
Eine polnische Antarktisexpedition benannte ihn 1980 nach dem polnischen Meteorologen Henryk Arctowski (1871–1958), Teilnehmer der Belgica-Expedition (1897–1899) unter der Leitung des belgischen Polarforschers Adrien de Gerlache de Gomery. Die ursprüngliche Benennung als Arctowski-Eisfeld wurde im Jahr 2004 durch das Advisory Committee on Antarctic Names angepasst.